# خدافی جلکیر
خدافی جلکیر (فرانسوی: Khedafi Djelkhir‎؛ زادهٔ ۲۶ اکتبر ۱۹۸۳) بوکسور اهل فرانسه است.
از افتخارات وی میتوان به کسب مدال طلا در بازی‌های المپیک تابستانی ۲۰۰۸ اشاره کرد.